# 金田一耕助
金田一 耕助（きんだいち こうすけ）は、横溝正史の推理小説に登場する架空の私立探偵。
江戸川乱歩の明智小五郎、高木彬光の神津恭介と並んで日本三大名探偵と称される。

## 作中の人物像

### 容姿
スズメの巣のようなボサボサの蓬髪をしており、人懐っこい笑顔が特徴。顔立ちは至って平凡、体躯は貧相で、身長は5尺4寸（163.6センチメートルくらい）、体重は14貫（52キログラムくらい）を割るだろうという。自身の体格には劣等感を抱いており、それに関する記述は、『女王蜂』にて風呂場で筋骨隆々とした多門連太郎の裸体を見た時や『扉の影の女』で堂々たる風貌の金門剛に対面したときなど多々見受けられる。なお、小男と書かれることがあるが、当時としては身長は平均並みであり、中背で痩せ型というのが正確なところであり、むしろ平凡さが強調されている。
ほとんどの事件において観た目は35、6歳と記述され、齢五十を超えているはずの『病院坂の首縊りの家』でも見かけはほとんど変わっていない。『本陣殺人事件』など一、二の作を除いてはれっきとした中年男（当時としてはなおのこと）であるが、生活感が薄く書生気質を残している。
頭はフケ症で、服装は皺だらけの絣の単衣の着物と羽織によれよれの袴を合わせ、形の崩れた帽子（お釜帽のイメージが強いが、パナマ帽、中折れ帽などの時もある）を被り、足元は爪が飛び出しかかっている汚れた白足袋に下駄履きが定番で、非常に清潔感が無い服装が特徴。また寒い時期には羽織袴の上から上着（防寒着）に二重回し（とんび。袖なしのインバネスコートのこと。）を着こむ。これらの姿から『蝙蝠と蛞蝓』では「雰囲気がコウモリに似ている」と言われ、『悪魔の寵児』では「壮士芝居の三枚目」と評された。捜査のため洋服で変装することもあったが、「貧弱なサラリーマンにしか見えない」と等々力警部に笑われたり（『支那扇の女』）、「似合わない格好」だと揶揄されたりすることが多く、「これではこの男が洋服を忌避するのもむりはない」（『雌蛭』）などとも描写されている。なお、『蜃気楼島の情熱』では金田一自身が日本での生活における洋服の不合理性を列挙して和服主義の理由としている。
横溝は『本陣殺人事件』で金田一について、「この青年は飄々乎たるその風貌から、アントニー・ギリンガム君に似ていはしまいかと思う」と述べている。明智小五郎のような颯爽とした名探偵のイメージとは一線を画した、先達ではブラウン神父、後年ではコロンボ警部に代表される、外見のさえない名探偵群の一人である。このような金田一のさえない恰好は、初対面の相手には年齢問わず、ほぼ例外なく侮られる傾向にある。反面、非常に母性本能を刺激するもののようで、女性からの受けはとても良い。

### 所持品
事件のため遠出する際にはボストンバッグやかばんを提げて赴く（なお、石坂浩二の主演映画作品からトランクのイメージが強いが、これは映画オリジナルである）。復員直後の『百日紅の下にて』では雑嚢を持っており、金田一のデビュー作『本陣殺人事件』や『黒猫亭事件』などの初期の作品と、最後の事件となった『病院坂の首縊りの家』では籐や桜のステッキを持っている。
探偵としての小道具として、虫眼鏡のほか、折りたたみナイフ（または小型の十徳ナイフ）、薄い手袋、小型で強力な懐中電灯などを常備している。犯人との対峙の際に、用心のため防弾チョッキを着込むこともあった（『病院坂の首縊りの家』など）。

### 言動
事件の本質に迫ったときや意外な事実を知ったときなど、興奮するとスズメの巣のようなモジャモジャ頭を毛が抜けるほどにバリバリと掻きまわし、言葉が吃りはじめる。この頭を掻きむしる際にフケがとび、周囲のものをしばしば当惑させる。横溝は「もじゃもじゃの頭をひっかきまわすのは、私自身の癖を誇張したのである」と語っている。また、何か重大な発見をした場合、口笛を吹くように口をすぼめたり、実際に口笛を吹くクセももつ。
いつもは眠そうなショボショボとした目つきをしているが、事件の渦中にあって自身が強く興味を持ったことに対しては真剣な目つきに変わる。金田一には人を和ませる天性の雰囲気と話術があり、警察がどんなに骨を折っても聞き出せない情報も、金田一にかかるとたやすく引き出されてしまう。
普段の発言は控えめでのらりくらりとしている。概ね犯人や登場人物の行動がそこに至るまでの苦悩を思い、憐憫の情を示すような口ぶりや悩ましげな顔をし、激しく貧乏ゆすりをしたり、ハンケチを揉みくちゃにしたりする。犯人の動機や関係者の行動が著しく非社会的・非人道的で、狡猾かつ独善的な場合には、強く厳しい発言・批判を浴びせる。犯人を取り逃がしたときなどは地団太を踏むなど、激しい姿を見せることもあった。若い世代に対しては歳相応に分別のある話し方をすることが多い。
事件が解決すると、強い興味を引く目的がなくなり、また事件関係者たちのその後の運命を想って落ち込み、強い孤独感（一種のメランコリー）に襲われるため（『扉の影の女』など）、ふらりと旅に出てしまうことが多く、等々力警部らは早く金田一を立ち直らせようとわざわざ事件を押しつけることもあった（『悪魔の百唇譜』など）。

### 探偵方法
捜査の方法は、事件に絡む人脈・人間像の丹念な検証が主である。アメリカから帰国して久保銀造の援助で探偵事務所を開設したあと、某重大事件を解決した殊勲者として紹介した新聞記事には「足跡の捜索や、指紋の検出は、警察の方にやって貰います。自分はそれから得た結果を、論理的に分類総合していって、最後に推断を下すのです。これが私の探偵方法であります。」という発言が掲載されていた（『本陣殺人事件』）。
そのため、最後の瞬間まで捜査関係者に手の内を明かさないことから、さらなる犠牲者を生むことも多く、またあえて犯人に自決を促したり見逃したりするケースもあり、「事件は解決できるがホシは逃がしてしまう」ということもしばしばある。等々力警部はこれを「金田一耕助流のヒューマニズム」と述べている（『悪魔の降誕祭』）。また、金田一は警察には協力するが、情状によっては必ずしも真犯人を警察に引き渡すことを目的としていない。これは、金田一にとってあくまでも事件の真相を知ることに最大の意味があるからである。また世間的に真相が知られなくとも、真犯人が死ねば「報いは受けた」と考えている（『女王蜂』『首』など）。その一方で、逆に自決を思いとどまらせることもあった（『黒蘭姫』『迷路荘の惨劇』など）。
探偵活動の基礎技術をどこまで身につけているかについては不明確な部分もある。たとえば、『三つ首塔』『病院坂の首縊りの家』などでは自ら指紋照合を行っているが、『犬神家の一族』『不死蝶』などでは指紋照合を専門家に委ねている。途中で習得した可能性も考えられるが、明確な描写は無い。
いつもは着物に袴の金田一も、「ギャバのズボンに濃い紺地の開襟シャツといういでたち」（『支那扇の女』）、「鼠色のズボンに派手なチェックのアロハ、ベレー型のハンチング帽にべっ甲縁の眼鏡」（『雌蛭』）など、洋服を着ることがあり、これがそのまま変装になっている。真っ赤な詰め襟、青いズボンに赤い制帽を着用したボーイになりすましたこともある（『華やかな野獣』）。また探偵小説の主人公らしく、犯人あぶり出しのために別人に変装することもあった。特に着物に袴のまま大道易者に化けていたときには、「けっこう当たる」と評判をとっている（『暗闇の中の猫』『黄金の指紋』）。
「運動音痴」と謙遜することもある金田一だが（『仮面舞踏会』など）、背後からの敵襲にすばやく反応する勘を持ち、投石をかわして危うく命拾いしたことなどもあった（『女王蜂』『悪魔の寵児』など）。その一方で、犯人が潜んでいる土蔵の扉を開いたとたんに正面からピストルで撃たれ、刑事に突き飛ばしてもらえなかったら頭を貫かれて即死していたに違いないということもあった（『黒猫亭事件』）。
少年向けジュブナイル版での金田一はさらに活動的で、捜査のために浮浪者などに変装したり、走行するトラックの裏に取りついて敵地潜入を行ったり、袋詰めにされ海中に投棄された際には、ナイフで袋を破り脱出するなど、高い運動能力を見せている（『黄金の指紋』）。

### 住所・事務所
1946年（昭和21年）に復員して『百日紅の下にて』『獄門島』『車井戸はなぜ軋る』などの事件を解決後、京橋裏（銀座裏）の焼け跡に残った「三角ビル」という三角形の怪しげなビルの最上階に、探偵事務所兼住居を持っていた（『黒蘭姫』）が、3か月ばかりで閉めてしまう（『女怪』）。ただし、1948年（昭和23年）には三角ビルの事務所を使用していた時期があり、『死仮面』の関係者が来訪している。
三角ビルからの1回目の引き払いの後、中学の同級生で建設会社社長の風間俊六が愛人（作中では「2号さんだか3号さんだかわからないが」（作品によっては4号ないし5号まで進む）と記述される）の節子に女将をさせている大森の山の手にある割烹旅館「松月（しょうげつ）」の、四畳半の離れに居候して、ここを事務所兼自宅にしている。生活力は薄く、煙草銭にも欠く有様で、よくこの「松月」の女将から小遣いをもらっている（『悪魔が来りて笛を吹く』第2章、『病院坂の首縊りの家』第1部第5編など）。「松月」での寄食は1956年（昭和31年）ごろまで続けている。
『毒の矢』『黒い翼』などの事件に関わったことをきっかけに世田谷区緑が丘の「緑ヶ丘荘」の2階フラット（3号室）に転居し（改稿前の『悪魔の降誕祭』など）、ここが定住の場所となった（引越しの時期を1957年（昭和32年）とする説が有力で、#経歴ではこの説を採用）。ここの内部構造については細かいところで何度か描写はあるが、全体の構造については『迷宮の扉』で「ドアを入ると小玄関になっており、玄関のおくに応接間兼書斎がある」といった説明があり、書斎側がアパートそのものの庭に面しているらしい。緑ヶ丘荘は後に改築して「緑ヶ丘マンション」となるが、改築を担当した風間建設の社長・風間俊六から二階正面のフラットを無償で贈られている（『病院坂の首縊りの家』）。
仕事の成功報酬はほとんどの場合、満足に得られていない（『トランプ台上の首』『扉の影の女』など）。金田一は興味を持てない事件には、いくら多額の報酬を提示されても見向きもしないが、反面興味をそそられた事件は報酬も構わず、手弁当でこれに没頭してしまう（『女怪』など）。それでも蓄財はしていたようで、『病院坂の首縊りの家』の事件解決後、近しい人たちに莫大な金額を寄贈している。

### 趣味・嗜好
趣味は映画や絵画鑑賞（『仮面舞踏会』など）で、義理半分だが絵を購入することもあった（『悪魔の百唇譜』など）。『女怪』では知り合いの画家の個展を口実に作者を銀座へ連れ出しており、『夜の黒豹』では事件関係者である洋画家2名（うち1名は故人）の作風を事件以前からよく知っていた。映画女優に関しては、学生時代に紅葉照子のファンであったほか（『霧の山荘』）、鳳千代子の熱心なファンで出演作は金田一が応召した後に封切られた映画まですべて観ているほどである（『仮面舞踏会』）。学生時代には歌舞伎役者・佐野川鶴之助と誼を通じ彼の後援会「丹頂会」にも加入していた。鶴之助との交流が途絶えた後も「ひととおりは見なきゃ気がすまない」ほどの歌舞伎ファンで（『幽霊座』）、気分が高揚したときには歌舞伎のせりふを口ずさむこともある（『女怪』『傘の中の女』）。スポーツの方は苦手で、『仮面舞踏会』ではゴルフに誘われた際に「運動音痴、すなわちウンチ」と発言している。ただし、ボートを漕ぐことと、東北出身であることからスキーは得意（『犬神家の一族』）。
ヘビースモーカーで、いつも灰皿が吸殻の山になっている。銘柄は「ピース」と「ホープ」を愛煙する。また、戦前は「チェリー（CHERRY）」を愛煙していた（『本陣殺人事件』）。
20歳ごろのアメリカ滞在時に、ふとした好奇心から麻薬に手を出して深みにはまり、厄介者扱いされていたことがある。久保銀造の意見を容れてこの悪習は断ったが、この際「麻薬も結局大したことはありませんからな」とうそぶいている（『本陣殺人事件』）。この麻薬中毒者という設定は、横溝がシャーロック・ホームズに倣ったもの。同じく金田一が若いころにアメリカを放浪しているのは、谷譲次の『めりけんじゃっぷ』物に倣ったもの。
酒はあまりすすんでは飲まないが、下戸ではない。磯川警部と食事をしながらビール瓶を2、3本空けたり（『湖泥』『悪魔の手毬唄』）、大きな徳利を数本空けたりする。事件解決後、気の抜けたビールを「このほうが刺激が少ないから」とちびりちびり呷りながら事件説明を行ったり（『黒猫亭事件』）、事件解決後に犯罪者たちのあくどさを垣間見て悄然となり、酔って気分を紛らわすため自宅で一人ウィスキーを呷ったりすることもあった。また、いきつけのクラブにクラブ「スリーX」（『白と黒』）と「クラブK・K・K」があり（『病院坂の首縊りの家』など）、前者は等々力警部とよく行くクラブ、後者は風間俊六の愛人が経営しているクラブである。後者の「クラブK・K・K」を訪れる目的は、クラブの用心棒であり金田一の手駒である多門修に偵察を依頼したり、情報を収集したりするのがほとんどのようである。
食事は、特に「松月」から「緑ヶ丘荘」へ移って以降は、一人暮らしから簡便に済ますことが多い。朝食はトースト・ゆで卵（しばしば茹で過ぎる）・牛乳が中心で、他にもサラダや果物、アスパラガスの缶詰などを付け合わせることもあるが貧相なもので、朝の身支度と同時進行で数分で片づけてしまう（『悪魔の百唇譜』『支那扇の女』『壺中美人』『扉の影の女』『スペードの女王』など）。横溝は「これが流儀」と述べている。昼・夕食は銀座の行きつけの料理屋で済ますことが多く、和食や中華料理を好んで食べている。少食で、「蕎麦一杯で満足」ということもあったが（『扉の影の女』など）、考え事があると酒と併せ大食することもあった。概ね、食事シーンは大食漢の等々力警部や磯川警部と対照的に描かれる。

### 静養
年に1度、久保銀造が経営する岡山県の果樹園に静養に訪れている（『蜃気楼島の情熱』）。これ以外にも岡山県に静養に行くことが多く、磯川警部と一緒に湯治場に宿泊したり（『人面瘡』『鴉』『首』）、磯川警部が紹介する湯治場に1人で宿泊したりしている（『悪魔の手毬唄』）。
長野県に静養に行くことも多い（『廃園の鬼』『霧の山荘』など）。1人でホテルに宿泊することが多いが、『仮面舞踏会』のときには郷土の先輩の弁護士・南条誠一郎の別荘のバンガローをいつでも自由に使ってよいことになっており、そこに宿泊していた。滞在中に等々力警部が休暇を取って合流してくることもある（『霧の山荘』『仮面舞踏会』）。
そのほか、『女怪』では「先生」と一緒に伊豆の湯治場に静養に行っている。東京近郊の鏡ガ浦海岸（『傘の中の女』、『鏡が浦の殺人』）、H海岸（『赤の中の女』）、白浜海岸（『猟奇の始末書』）など海水浴場に静養に行くこともある。

### 家族・知人
両親とは探偵稼業を始める前に死別しているらしいことが、『仮面舞踏会』中の金田一の台詞から窺える。生涯独身であったとされ、『犬神家の一族』で野々宮珠世の美しさに目を引かれる場面では「およそ女色に心を動かしたことのない金田一耕助」とも表現されている。しかし、決して朴念仁というわけではなく、『獄門島』の鬼頭早苗と『女怪』の持田虹子に対して想いを寄せているが、いずれも実ることはなかった。
『夜歩く』のお静や『仮面城』の戦災孤児・三太など、関係者を事件解決後に引き受けあるいは引き取っている場合があるが、その後どうなったかが描写されることはなく、「家族」と呼べる存在になったかどうかは明確でない。
久保銀造、同窓の友人・風間俊六、神門貫太郎という3人のパトロンがおり、彼らの援助に支えられている。風間俊六の愛人である「松月」の女将・おせつは、年下ながら姉のように金田一の世話を焼いてくれている。また、後半居を構えた緑ヶ丘荘の管理人である山崎夫婦も、しばしば金欠になる金田一のために便宜を図っている（『扉の影の女』）。
警察から高い信頼を受けており、ことに「警視庁の古狸」と異名をとる等々力警部は公私共に付き合いのある大親友である。同じく「岡山県警の古狸」と異名をとる磯川警部とも、事件があれば助力を受け合う旧知の仲である。ほか、等々力警部の部下である新井刑事や、アパートの所轄・緑ヶ丘署の島田警部補、筆者の住居の所轄・成城署の山川警部補なども金田一の手腕に一目置いており、複数の作品にたびたび登場している。
元・愚連隊上がりの多門修という冒険好きの若者を冤罪から救ったことがあり（『支那扇の女』など）、この多門は金田一を慕って、たびたび捜査の助手を務めている（『雌蛭』には多門六平太という多門修とほぼ同じ経歴の人物が登場しており、同一人物と思われる）。同郷の後輩で「新日報社」社会部の宇津木慎介記者（『女王蜂』）や「毎朝新聞」文化部の宇津木慎策記者（『白と黒』『夜の黒豹』など）は、金田一が必要とする調査を請け負う見返りに特ダネにつながる情報を金田一から提供されるという協力関係にある。
作者自身をモデルとする作中人物（「Y先生」などと呼ばれている）とは「耕ちゃん」「先生」と呼び合う仲である。Y先生によると、「私はかれよりさきに生まれているので、そういう意味でかれは私を先生と呼ぶのであって、微塵も私を尊敬していない」のだそうである。またY先生は金田一を「いらまかし男」と呼んでいて、来ると必ず何かしらの不安の影を落としていくので、「私はこの男が大嫌いなのだ」と語っている。

## 記録者
金田一耕助の関わった事件を記録、小説化しているのは、横溝正史自身をモデルとした「Y先生」「S・Y」「成城の先生」などと呼ばれる探偵小説家である。作中にこの作家の実名は一度も登場していない。
記録に至る経緯については、第1作の『本陣殺人事件』では、事件の話を聞いて作者が情報を集めて作品化したことが述べられている。『黒猫亭事件』では、その連載を読んだ金田一が作者の元を訪れて小説化を認めるくだりがあり（黒猫亭事件#作者と金田一耕助を参照）、第2作『獄門島』以降は金田一が作者に話すか資料提供したことで作品化されたものとされている。Y自身も作品中にしばしば登場し、事件現場に絡むことすらあった（『女怪』『病院坂の首縊りの家』『白と黒』など）。
また金田一耕助は事件の渦中にいた人物に事件の小説化を勧めることがある。『八つ墓村』は金田一の勧めで記録を書き始めたという形式であり、『三つ首塔』『夜歩く』では未完の記録を完成させるよう金田一が促している。一方、『七つの仮面』は金田一に真相を看破された作中人物が自殺する前に残した手記という体裁になっており、『車井戸はなぜ軋る』は主要部分が作中人物から別の作中人物への手紙で構成され、その手紙の宛先人物が金田一に真相を看破されたことを知って、自殺する前に追記を添えて金田一に送付したことになっている。他に『蝙蝠と蛞蝓』『殺人鬼』などが作中人物の一人称で語られている。

## 命名・モデル
作者・横溝正史のエッセイ『金田一耕助誕生記』によれば、金田一耕助はA・A・ミルンの探偵小説『赤い館の秘密』に登場する素人探偵アントニー・ギリンガムの日本人化である。これは金田一初登場作品『本陣殺人事件』でも説明されている。
金田一の風体は、劇作家の菊田一夫がモデル。『金田一耕助の帰還』でも「一見小柄で貧相だが、うちに大いなる才能を秘めた人物」としてモデルにした旨が記されている。これは、横溝がラジオからの菊田のファンであったためである。横溝はエノケンの楽屋を訪ねた際、一度だけ若き日の菊田に会っていたが、この時、菊田は洋服姿で、頭ももじゃもじゃではなかった。ちょうどその頃、新聞で小島政二郎が『花咲く樹』を連載しており、岩田専太郎の挿絵によるレビュー劇場の座付き作家の姿が「着物に袴」で描かれており、横溝はこのイラストが菊田のイメージとダブっていったと述べている。
さらに『本陣殺人事件』を連載することになった『宝石』誌の創刊者にして編集長の作家・城昌幸が和服の着流しに角帯姿であったため、彼をからかうつもりで、貧相な名探偵を和服姿にした。それだけでは探偵になりにくいため、横溝自身が博文館の編集者時代に和服に袴だった経験を踏まえて、袴をはかせることにした。こうして、菊田一夫、城昌幸、作者自身のイメージの複合体として、金田一耕助の姿が出来あがった。作者の回想によれば、三者の中で、最も飄々としていたのが城昌幸であったということである。
江戸川乱歩の創出した探偵・明智小五郎も初期は髪がボサボサで飄々とした風体であったのだが、段々とダンディに変貌していったため「明智が変わってしまったから金田一をやる気になった」との作者の弁がある。また、金田一がもじゃもじゃ頭を掻き回すのは横溝自身の癖を誇張したものだが、菊田一夫も頭髪を引っ掻き回す癖があったという。横溝は「これは偶然の一致だろう」と述べている。
名前も当初は菊田にちなんで「菊田一○○」と付けようとしていたという。だがこれは菊田に失礼であろうし、いくらなんでも実在すまいということで取り止めた。そこで横溝は、疎開前に住んでいた東京・吉祥寺で隣組にいた、言語学者の金田一京助の弟・金田一安三（やすぞう）の表札を見たことから、前述の“菊田一”に近い苗字である“金田一”を取り、名前は“京助”を捩って“耕助”と付けた。ところが、横溝は無断借用した形の金田一耕助という名称についても、「紛らわしい名前を使って金田一京助先生がご迷惑しているのではないか」と心苦しい思いをしていた。また、金田一京助とは野村胡堂の通夜で同席したものの謝りそこねたうえ、1971年に京助が死去したため、横溝にとって二重のシコリとなっていたという。その後、人づてに京助の子・金田一春彦から「金田一耕助さんのおかげで世間の皆さんからキンダイチと正確に発音してもらえるようになった、難しい苗字なのでいろいろ読み違えられて困っていた、こちらこそ感謝していると伝えて欲しい」との言葉を貰い、「ほっと安堵の胸をなでおろした」と述懐している。
金田一耕助最後の事件となる『病院坂の首縊りの家』には、60歳になる金田一が登場するが、老人と言ってもいい年齢にもかかわらず、30代のように若々しく、白髪もないと描写されている。その風貌に関して、横溝は、三年前に会った城昌幸の印象をそのまま借用に及んだというが、唯一、違っていたのは、当時、城は見事な白髪であったということである。

## 経歴
横溝作品では年月日を計算する際、年齢以外でも「数え」を使うケースが混在する。本項では原則「ある時点からこれこれだけ前・後」だけしか年代同定できない場合は満で計算しているが、前述の理由で「何年前・後」という記述は1年ずれている可能性があるため、注意が必要である。
1913年（大正2年） 数え1歳
- 東北地方に生まれる[注 13]。金田一耕助の誕生年について、横溝（1902年（明治35年）生まれ）は、「かれは私より11歳年少である」と述べており[5]、作品中においては『悪魔の手毬唄』で金田一耕助自身が「昭和七年というとぼくは二十歳」と発言している。金田一の誕生日は不明だが、横溝は読者との座談会で、「金田一は早生まれである」と語っている[9]。

1931年（昭和6年） 数え19歳
- 4月、地元の中学を19歳で卒業後、同窓生の風間俊六と共に青雲の志を抱いて上京し、某私立大学[注 14][注 15]に籍を置いて、神田あたりの下宿をごろごろしていた（『本陣殺人事件』『黒猫亭事件』）。
  - 中学時代の先輩の大学生の紹介で歌舞伎役者・佐野川鶴之助の後援会である丹頂会に入会（『幽霊座』）。
  - この時期に映画女優・紅葉照子のファンになる（『霧の山荘』）。

1932年（昭和7年）以後3年間 数え20 - 23歳
- 昭和7年初頭にはまだ日本にいた（『悪魔の手毬唄』[注 16]）
- 大学入学後、一年もたたぬうち（=1932年4月以前）に日本の大学がつまらぬような気がしてふらりと渡米（『本陣殺人事件』）。
- 渡米先で映画俳優・ジャック安永と知り合う（『女の決闘』）。
- 皿洗いなどを経験しながら一時は麻薬の悪癖に溺れるが、サンフランシスコの日本人間での殺人事件を解決する。このとき在留日本人会の席上で出会った岡山県の果樹園主、久保銀造に学資を援助してもらいカレッジに通う（『本陣殺人事件』）。
- のちの探偵業を念頭に、多少なりとも医学的経験を積んでおきたいと、夜間は病院に勤務して看護夫の見習いを務めている（『獄門島』）。

1935年（昭和10年） 数え23歳
- カレッジを卒業して帰国。久保銀造に無心して5千円（当時の相場参考：国鉄初乗り5銭、銭湯7銭）の援助を受けて東京に探偵事務所を開設。開設後半年ほどは依頼人もなく商売にならなかったようだが、やがて立て続けに大きな事件を解決して、“名探偵・金田一耕助”の名を世に知らしめた（『本陣殺人事件』）。
- この時期に同窓生だった風間俊六と再会している（『黒猫亭事件』）。

1936年（昭和11年） 数え24歳
- 8月25日、稲妻座の歌舞伎役者失踪事件（『幽霊座』）。

1937年（昭和12年） 数え25歳
- 11月27日 - 29日、『本陣殺人事件』を解決。
この事件で岡山県警の磯川常次郎警部と知り合う。

1940年（昭和15年） 数え28歳
- 兵役に召集されて中国へ（『獄門島』）。

1942年（昭和17年） 数え30歳
- 転戦を重ね、ニューギニアのウェワクまで南下。部隊が全滅に等しい打撃を受けて敗走。他の部隊との再編成によって、川地謙三、鬼頭千万太と知り合う（『百日紅の下にて』『獄門島』）。
戦友たちの爆死体や病死体を常に注意深く見守り、死後硬直の状態について勘を鋭くし、復員後の探偵業に生かしている（『獄門島』）。

1943年（昭和18年） 数え31歳
- ウェワクの前線に部隊が取り残され、本年以降戦闘は全く無く、金田一の部隊は熱病と栄養失調の中、孤立状態に陥る（『獄門島』）。

1945年（昭和20年） 数え33歳
- 8月15日、ウェワクで終戦を迎える（『獄門島』）。

1946年（昭和21年） 数え34歳
- 復員。まず戦友に依頼された事件の解決に向かう。
- 9月初旬『百日紅の下にて』
- 9月下旬 - 10月上旬『獄門島』
事件解決後、鬼頭早苗に「獄門島を出て一緒に東京へ行こう」と申し込むが断られる。
- 獄門島からの帰途、岡山の探偵作家・Yを訪ね、伝記作家として親交を持つ（『黒猫亭事件』）。
- 10 - 11月ごろ『車井戸はなぜ軋る』
- 東京へ帰る汽車の中で風間俊六と再会（『黒猫亭事件』）。
- 京橋裏（銀座裏）の三角ビル5階に「金田一耕助探偵事務所」を開設する（『黒蘭姫』）。
- 11月中旬（ただしかなり初期）『黒蘭姫』[注 17]

1947年（昭和22年） 数え35歳
- 3か月ばかりで事務所を閉めてしまい、風間の二号（愛人）節子の営む大森の割烹旅館「松月」の離れに転がり込む（『女怪』）。
- 3月下旬『暗闇の中の猫（原題「暗闇の中にひそむ猫」）』
この事件で警視庁の等々力大志警部と知り合う？（他の作品での設定との矛盾あり、#語られざる事件の項を参照）
- 3月26日、28日 - 30日『黒猫亭事件（原題「黒猫」）』
- 4月中旬 - 26日『殺人鬼』
- 9月28日 - 10月11日『悪魔が来りて笛を吹く』

1948年（昭和23年） 数え36歳
- 5月5日 - 9日『夜歩く』
- 5月中旬 - 9月初旬『八つ墓村』[注 18]
事件解決後、岡山県警に立ち寄った際に『死仮面』の冒頭の告白書を読む。
- 『八つ墓村』事件で多額の報酬をふところにした金田一耕助は、探偵作家・Yと伊豆へ旅行する（『女怪』）。
- 10月中旬、銀座裏の三角ビルにある金田一探偵事務所に『死仮面』の関係者が来訪する。
- 10月下旬 - 11月3日『死仮面』
- 9月初旬、10月初旬・中旬、12月、翌年1月『女怪』
持田虹子に懸想するものの、虹子は自殺。

1949年（昭和24年） 数え37歳
- 『女怪』事件で受けた失恋の痛手で、1か月ほど北海道を放浪する。
- 秋『人面瘡』
- 10月18日 - 12月15日『犬神家の一族』[注 19]。
- 11月5日 - 8日『鴉』[注 20]

1950年（昭和25年） 数え38歳
- 8月30日『大迷宮』（「黒めがねの少年」-「No.1」まで）[注 21][注 22]
立花滋・謙三から怪事件の相談を受けるが、この時は住人消失トリックの解明と鍵（文字通りの鍵）を見つけただけで終わる。
- 10月18日 - 20日、11月25日『迷路荘の惨劇』[注 23]

1951年（昭和26年） 数え39歳
- 3月下旬『仮面城』[注 24][注 22]
事件後、戸籍のない三太少年を引き取り、少年探偵として育て始める[注 25][注 22]。
- 4月上旬『大迷宮』（「面をかう人たち」以後）[注 26][注 22]
- 5月上旬、17日 - 31日、6月6日 - 中旬『女王蜂』[注 27]
- 夏の初め頃『金色の魔術師』[注 28]
物語前半では金田一は関西の海辺で療養中で、立花滋たちから手紙で報告を受け返信で指示を出している。
- 7月下旬『燈台島の怪』[注 29][注 22]
- 9月前半、10月中旬『黄金の指紋（原題「皇帝の燭台」）』[注 30][注 22]

1952年（昭和27年） 数え40歳
- 7月下旬 - 8月2日『幽霊座』[注 31]
- 10月17日 - 18日『湖泥』[注 32]
- 11月6日、20日、翌年1月10日『睡れる花嫁（原題「妖獣」）』[注 33]

1953年（昭和28年） 数え41歳
- 1月『黄金の花びら』
- 6月9日、中旬『花園の悪魔』
- 7月15日 - 27日、9月上旬『不死蝶』
- 8月21日、29日、9月4日、7日、20日、21日『病院坂の首縊りの家』（前半部。「生首風鈴事件」の発生と迷宮入りまで。）
「成城の先生」と事件現場を共にする。
- 9月3日、15日『生ける死仮面』

1954年（昭和29年） 数え42歳
- 3月24日、25日、4月25日、5月3日 - 下旬『幽霊男』[注 34]
- 5月12日、24日、28日『堕ちたる天女』[注 35]
- 5月末『廃園の鬼』
- 6月中旬 - 10月中旬『迷路の花嫁』[注 36]
- 8月下旬『蜃気楼島の情熱』
- 10月23日、24日『首』

1955年（昭和30年） 数え43歳
- 7月25日 - 8月24日、9月21日『悪魔の手毬唄』
- 10月3日、16日、30日、11月3日、8日、翌年2月中旬『三つ首塔』[注 37]
- 10月25日、26日、12月15日、翌年1月中旬・下旬『吸血蛾』[注 38]

1956年（昭和31年） 数え44歳
- 3月5日 - 中旬『蝋美人』
- 3月8日、15日『毒の矢』[注 39]
- 3月中旬、4月5日『黒い翼』[注 40]
- 3月下旬、4月中旬・下旬『死神の矢』
- 夏に『猟奇の始末書』
- 7月29日、30日『夢の中の女』
- 8月初旬 - 下旬『鏡が浦の殺人』
- 8月末『傘の中の女』『七つの仮面』
- 秋に『華やかな野獣』[注 41]
- 11月7日、12月10日『霧の中の女』
- 11月24日 - 30日、12月5日『トランプ台上の首』
- 秋から12月20日 - 26日、翌年1月末『女の決闘（原題「憑かれた女」）』

1957年（昭和32年） 数え45歳
- 1月中旬、「松月」の離れから世田谷区緑ヶ丘町の高級アパート・緑ヶ丘荘の二階三号室に転居する[注 42]。
- 3月2日、4日 - 上旬『泥の中の女（原題「泥の中の顔」）』
- 3月20日、25日『洞の中の女』
- 4月5日、12日、5月5日『鞄の中の女』
- 5月上旬、16日、18日『鏡の中の女』
- 5月7日 - 15日、31日、6月15日 - 17日『魔女の暦』
- 6月上旬『貸しボート十三号』
- 7月末 - 8月6日『赤の中の女』
- 8月20日 - 25日、9月18日、20日、10月上旬『支那扇の女』
- 10月5日 - 12日、18日、23日、25日 - 28日以後『迷宮の扉』[注 43][注 22]
- 秋に『檻の中の女』
- 12月20日、25日、翌年1月下旬『悪魔の降誕祭』

1958年（昭和33年） 数え46歳
- 3月18日、25日『柩の中の女』
- 5月19日 - 21日、28日『火の十字架』
- 5月25日『薔薇の別荘』
- 5月28日『瞳の中の女』
- 6月29日、7月25日、26日、8月15日、16日、9月4日、5日、10日、18日、10月下旬『悪魔の寵児』
- 8月16日、17日『香水心中』
- 9月中旬『霧の山荘』

1959年（昭和34年） 数え47歳
- 3月上旬 - 4月上旬は関西方面（上方のほう）へ（『スペードの女王』[注 44][注 45][注 46]
- 4月5日、26日 - 28日『壺中美人』[注 44][注 45]
- 7月25日、26日、8月5日『スペードの女王』
- 12月22日 - 24日、28日『扉の影の女（原題「扉の中の女」）』[注 44][注 45]

1960年（昭和35年） 数え48歳
- 6月5日、8日『猫館』
- 6月22日 - 25日、7月22日、8月12日『悪魔の百唇譜』
- 8月5日、7日、9日、15日『雌蛭』
- 8月14日 - 16日『仮面舞踏会』
- 9月27日、10月1日、11月3日『日時計の中の女』[注 47]
- 10月11日、30日 - 11月1日、4日、6日『白と黒』
- 11月25日、26日、12月3日、5日、6日、24日 - 27日、翌年1月23日、24日『夜の黒豹（原題「青蜥蜴」）』

1961年（昭和36年） 数え49歳
- 2月19日、23日『蝙蝠男』

1967年（昭和42年） 数え55歳
- 6月23日 - 7月14日『悪霊島』

1973年（昭和48年） 数え61歳
- 最後の事件『病院坂の首縊りの家』4月1日、8日 - 15日、23日、30日解決（後半部。ジャズ・コンボ「アングリー・パイレーツ（怒れる海賊たち）」および、本條写真館にまつわる連続殺人事件と昭和28年に起こった「生首風鈴事件」の真相を明らかにする。）。
事件解決後ロサンゼルスへ。関係者が八方手を尽くして捜したが消息不明であった。

1975年（昭和50年） 数え63歳
- 帰国[16]。
横溝本人の語るところによれば、余生は日本で送ったようだ[16]。

年不詳だがある程度絞り込めるもの
- 1947年4月以後 - 1948年8月15日以前まで『蝙蝠と蛞蝓』[注 48]

### 語られざる事件
- サンフランシスコの日本人間で起きた、危うく迷宮入りをしそうになった奇怪な殺人事件（『本陣殺人事件』第8章より）。
芦辺拓が『《ホテル・ミカド》の殺人』として、また琴代智が『桑港の幻』として小説化している。また稲垣吾郎の金田一耕助シリーズのテレビドラマでも『だれも知らない金田一耕助』として描かれている。
- 全国を騒がせていた某重大事件（『本陣殺人事件』第8章より）。
- 佐野川鶴之助がアメリカから帰った金田一に電話をかけてくるきっかけになった、新聞に名前が出た件。具体的な特定の事件でない可能性がある（『幽霊座』第3章より）。
- 佐野川鶴之助が謎解きを挑戦してくるきっかけになった、成功した2、3の事件（『幽霊座』第3章より）。
- 1937年（昭和12年）、大阪で起きたむつかしい事件（『本陣殺人事件』第8章より）。
芦辺拓が『明智小五郎対金田一耕助』として小説化している。
- 1937、8年（昭和12、3年）ころ、等々力警部と知り合うきっかけとなった、警部が持てあましていた事件（『悪魔が来りて笛を吹く』第7章より）。
この事件で等々力警部と知り合ったとされるが、『暗闇の中の猫』では1947年（昭和22年）にはじめて出会ったことになっている（ただし、同作は双子のタップダンサー夏彦・冬彦の事件簿『双生児は踊る』の改稿作のため、後付けによる誤謬の可能性が高い）。なお、1946年（昭和21年）の『黒蘭姫』では金田一が犯人の自殺を制止した直後に等々力警部が身柄を確保しているので、両者が互いを認識できる距離にいたことは確実である。しかし、それ以上には明確な描写が無いため、両者の面識の有無は判断できない。
- 1948年（昭和23年）、八つ墓村から帰京後山積していた用事（「事件」ではないかもしれない）（『死仮面』より）。
- いままでに2、3度扱った夢遊病者に関する事件。夢遊病者をてらった事件もあった（『人面瘡』第1章より）。
『死仮面』の事件が意識されているかどうかは不明。「夢遊病者をてらった事件」は『夜歩く』の事件を指している可能性がある。『不死蝶』『支那扇の女』は『人面瘡』より後の事件なので設定上は該当しないことになるが、『人面瘡』が金田一ものに改稿されたのはこれらの作品の発表より後である。
- 夢中遊行の話を聞いた事件（『悪魔の降誕祭』より）。
『夜歩く』『不死蝶』『支那扇の女』などが該当する。なお、『悪魔の降誕祭』では「現行を目撃するのはいまはじめて」と記述されている。設定上先行する『死仮面』『人面瘡』では自身で目撃しているが、『死仮面』は「忘れられていた作品」であり、『人面瘡』は『悪魔の降誕祭』発表以後に金田一ものに改稿されたものである。
- 1949年（昭和24年）ごろ、東京で起きたむつかしい事件。およびその事件を解決後、訪れた岡山で待ち構えていた厄介千万な殺人事件（『人面瘡』第1章より）。
東京の事件を『悪魔が来りて笛を吹く』、その解決後の岡山の事件を『夜歩く』と『八つ墓村』の事件であるとする説もある。
- 1949年（昭和24年）、『犬神家の一族』事件の直前にひっかかっていて大急ぎで片付けた事件。
- 『不死蝶』事件の依頼者・矢部杢衛に金田一を紹介した人物が関係した、かつて信州で手がけた事件。
『犬神家の一族』事件である可能性も考えられるが、明記されていない。
- 劇評家・佐藤亀雄にあうことになった、芝居のことでの調査（「事件」ではないかもしれない）（『幽霊座』第4章より）。
佐藤亀雄のモデルは安藤鶴夫。横溝正史が『幽霊座』執筆の際、鯉つかみの仕掛けについて安藤より教示を得たことに対する謝辞として、作中に登場させたものであろう。
- 畔柳博士に二三度法医学上の意見を求めた事件（『蝋美人』第1章より）。
- 三芳欣造の友人にあたる芸術家を救った事件（『毒の矢』第1章より）。
- 古館博士と接触をもって解決に協力した、あるむつかしい事件（『死神の矢』第1章より）。
- リップリーディングの技術を身につけた増本克子の協力を仰いだ、いつかの事件（『鏡の中の女』第1章より）。
- 神門一族の冤罪事件（『貸しボート十三号』第12章より）。
執筆予定だった『女の墓を洗え』が該当するとの説もある。
- 武蔵野署の服部警部補といっしょにした仕事（『支那扇の女』第13章より）。
- 多門修が犯人に仕立て上げられるところを助けた事件（『支那扇の女』第15章より）。
- 多門六平太があやうく犯人に仕立てられるところを金田一に救われた殺人事件（『雌蛭』より）。
多門修と多門六平太を同一人物とする説があり、その場合には上の2つは同一事件となる。
- 密輸団のボス・上海ジムが3人を殺害した容疑で有罪になりかけたところを、金田一の働きで意外な人物が真犯人として逮捕され、無実の罪が晴れた事件（『迷宮の扉』「上海ジム」の章より）。
- 刺青の第一人者・彫亀（坂口亀三郎）に鑑定の出馬をあおいだ、ある重大事件（『スペードの女王』第1章より）。
この事件を『三つ首塔』とする説もある。[要出典]
- バーの女給・ハルヨを助けた事件（『扉の影の女』第1章より）[注 49]。
- まえに取り扱ったことがある色盲者の事件（『仮面舞踏会』第26章より）。
- 1950年（昭和25年）、神戸の王文詳を助けた事件（『悪魔の百唇譜』第12章より）。
- 1950年（昭和25年）秋ごろから翌年にかけて、タンポポ・サーカスの行方を捜しているころに他に控えていた忙しい事件（『大迷宮』「面をかう人たち」の章より）。
時期的には『迷路荘の惨劇』『仮面城』などの事件が該当する。
- 1951年（昭和26年）、『女王蜂』事件の直前に2つ3つ立て続けに片付けた厄介な事件。
時期的には『仮面城』『大迷宮』などのジュヴナイル作品の事件が該当する。
- 1952年（昭和27年）、相馬良作を救った事件（『夜の黒豹』より）。
- 1952年（昭和27年）、『湖泥』事件の直前に大阪まで来た用件（「事件」ではないかもしれない）。
- 1953年（昭和28年）、『不死蝶』事件の直前に片付けた、むつかしい事件。
- 1953年（昭和28年）、金田一のアドバイスが決め手となって9月20日に解決した高輪署管轄内の殺人事件（『病院坂の首縊りの家』暗中模索の章より）。
- 1954年（昭和29年）、『廃園の鬼』事件の直前に東京で立て続けに2つほど片付けた厄介な事件。
時期的には『幽霊男』『堕ちたる天女』の事件が該当する。
- 1954年（昭和29年）、『迷路の花嫁』事件の最中に金田一が関わっていた「手の抜けない用件」。
- 1954年（昭和29年）、『首』事件の直前に思いのほか早く片付いた大阪のほうの事件。
- 銀座の百貨店で鳳千景の遺作展があったことを憶えている理由になった、1955年（昭和30年）のちょっとした事件（『仮面舞踏会』第19章より）。
- 1957年（昭和32年）、帰途に『檻の中の女』事件に遭遇した、江東方面の川筋でのヒロポン密造関係の捕り物。
- 1957年（昭和32年）12月、だいたいの目鼻がついてから戻って対応しようとしたために『悪魔の降誕祭』事件の依頼者を緑ヶ丘荘で殺害されてしまった、等々力警部が持ってきた事件。
- 1958年（昭和33年）、ヒロポン中毒の少年の告白を聞いた件（「事件」ではないかもしれない）（『扉の影の女』第15章より）。
- 1958年（昭和33年）[注 50]、考古学的な知識を必要とし、的場英明の教示を得た事件（『仮面舞踏会』第3章、第16章より）。
- 1958年（昭和33年）、『香水心中』事件の依頼を受けたときに少し残っていた仕事（「事件」ではないかもしれない）。
- 1959年（昭和34年）、「彫亀」が事故死した前後の1箇月ほど上方のほうへ行っていた件（「事件」ではないかもしれない）（『スペードの女王』第1章より）。
- 1959年（昭和34年）、『スペードの女王』事件の直前に関西のほうで片付けた相当やっかいな事件。
以上2件は関連している可能性が考えられるが、明確には示されていない。
- 1960年（昭和35年）6月、等々力警部に相談に乗ってもらいたかった件（「事件」ではないかもしれない）（『猫館』より）。
- 1960年（昭和35年）、『悪魔の百唇譜』事件に関わる数日前に片付けた厄介な事件。
- 1960年（昭和35年）9月、『日時計の中の女』事件への対応が遅れる原因になった、当時忙殺されていた事件。
- 1968年（昭和43年）、等々力警部が検挙した容疑者に金田一耕助が疑問を持ち、ライバルとなって捜査に乗り出した事件（『女の墓を洗え』として執筆予定だったとのこと）。
- 1969年（昭和44年）、岡山・東京にまたがる大事件。磯川警部と等々力警部が協力（『千社札殺人事件』として執筆予定だったとのこと）。
- 1973年（昭和48年）、本條直吉の訪問を受ける直前に解決した難事件（『病院坂の首縊りの家』第2部転生の章より）。

## 登場作品リスト
1971年から1984年にかけて角川文庫は横溝正史作品の網羅を目標とする刊行を行っており、このとき収録された金田一耕助登場作品はジュヴナイル作品を除いて77作であった。以下に「長編」「短編」として列挙したのはこの77作である。金田一が登場しない原型作品については、年代や状況の設定およびストーリー展開を大きく変えていないもののみ記載している。なお、「長編」と「短編」の区分は論者によって差異があり、たとえば『毒の矢』『悪魔の降誕祭』『支那扇の女』『死仮面』は長編に含める場合がある。ここでは、単独書籍化が確認できる最も短い作品である『本陣殺人事件』およびこれより長い作品を長編としている。

### 長編
- 本陣殺人事件（『宝石』1946年4月号 - 12月号）
- 獄門島（『宝石』1947年1月号 - 1948年10月号）
- 夜歩く（『男女』（『大衆小説界』）1948年2月号 - 1949年12月号）
- 八つ墓村（『新青年』1949年3月号 - 1950年3月号、『宝石』1950年11月号 - 1951年1月号）
- 犬神家の一族（『キング』1950年1月号 - 1951年5月号）
- 女王蜂（『キング』1951年6月号 - 1952年5月号）
- 悪魔が来りて笛を吹く（『宝石』1951年11月号 - 1953年11月号）
- 不死蝶（『平凡』1953年6月号 - 11月号、1958年3月に長編化）
- 幽霊男（『講談倶楽部』1954年1月号 - 10月号）
- 迷路の花嫁（『いはらき』1954年4月24日号 - 9月29日号）
- 三つ首塔（『小説倶楽部』1955年1月号 - 12月号）
- 吸血蛾（『講談倶楽部』1955年1月号 - 12月号）
- 死神の矢（『面白倶楽部』1956年3月号、1956年5月に長編化）
- 魔女の暦（『小説倶楽部』1956年5月号、1958年8月に長編化）
- 迷路荘の惨劇（『オール讀物』1956年8月号、原題『迷路荘の怪人』を1975年5月に長編化）
- 悪魔の手毬唄（『宝石』1957年8月号 - 1959年1月号）
- 壺中美人（『週刊東京』1957年9月21日号 - 9月27日号、原題『壺の中の女』を1960年9月に長編化）
- 扉の影の女（『週刊東京』1957年12月14日号 - 12月28日号、原題『扉の中の女』を1961年1月に長編化）
- スペードの女王（『大衆読物』1958年6月号、原題『ハートのクイン』を1960年6月に長編化）
- 悪魔の寵児（『面白倶楽部』1958年7月号 - 1959年7月号）
- 白と黒（『日刊スポーツ』ほか共同通信系各新聞 1960年11月 - 1961年12月）[注 54]
- 悪魔の百唇譜（『推理ストーリー』1962年1月号、原題『百唇譜』を1962年10月に長編化）
- 仮面舞踏会（『宝石』1962年7月号 - 1963年2月号で中絶、1974年に書き下ろし）
- 夜の黒豹（『推理ストーリー』1963年3月号、原題『青蜥蜴』を1964年8月に長編化）
- 病院坂の首縊りの家（『野性時代』1975年12月号 - 1977年9月号）
- 悪霊島（『野性時代』1978年7月号 - 1980年3月号）

### 短編
- 暗闇の中の猫（『漫画と読み物』1947年3月号 - 6月号、原題『双生児は踊る』を『オール小説』1956年5月号で金田一ものの『暗闇の中にひそむ猫』に改稿）
- 蝙蝠と蛞蝓（『ロック』1947年9月号）
- 殺人鬼（『りべらる』1947年12月号 - 1948年2月号）
- 黒猫亭事件（『小説』1947年12月号、原題『黒猫』）
- 黒蘭姫（『読物時事』1948年1月号 - 3月号）
- 車井戸はなぜ軋る（『読物春秋』1949年1月増刊号、1955年5月に金田一ものに改稿）
- 死仮面（『物語』1949年5月号 - 12月号）
- 人面瘡（『講談倶楽部』1949年12月号、1960年7月に金田一ものに改稿）
- 女怪（『オール讀物』1950年9月号）
- 百日紅の下にて（『改造』1951年1月増刊号）
- 鴉（『オール讀物』1951年7月号）
- 幽霊座（『面白倶楽部』1952年11月号 - 12月号）
- 湖泥（『オール讀物』1953年1月号）
- 生ける死仮面（『講談倶楽部』1953年10月号）
- 花園の悪魔（『オール讀物』1954年2月号）
- 堕ちたる天女（『面白倶楽部』1954年6月号）
- 蜃気楼島の情熱（『オール讀物』1954年9月号）
- 睡れる花嫁（『読切小説集』1954年11月号、原題『妖獣』）
- 首（『宝石』1955年5月号）
- 廃園の鬼（『オール讀物』1955年6月号）
- 毒の矢（『オール讀物』1956年1月号、1956年3月に改稿）
- 蝋美人（『講談倶楽部』1956年2月号）
- 黒い翼（『小説春秋』1956年2月号）
- 夢の中の女（『読切小説集』1956年7月号、原題『黒衣の女』）
- 七つの仮面（『講談倶楽部』1956年8月号）
- 華やかな野獣（『面白倶楽部』1956年12月号）
- トランプ台上の首（『オール讀物』1957年1月号、1959年2月に改稿）
- 霧の中の女（『週刊東京』1957年1月12日号 - 1月19日号）
- 女の決闘（『婦人公論』1957年1月号 - 3月号、原題『憑かれた女』[注 55]）
- 泥の中の女（『週刊東京』1957年2月23日号 - 3月2日号、原題『泥の中の顔』）
- 鞄の中の女（『週刊東京』1957年4月6日号 - 4月13日号）
- 鏡の中の女（『週刊東京』1957年5月18日号 - 5月25日号）
- 傘の中の女（『週刊東京』1957年6月29日号 - 7月6日号）
- 檻の中の女（『週刊東京』1957年8月10日号 - 8月17日号）
- 鏡が浦の殺人（『オール讀物』1957年8月号）
- 貸しボート十三号（『別冊週刊朝日』1957年8月、1958年9月に改稿）
- 支那扇の女（『太陽』1957年12月号、1960年7月に改稿）
- 悪魔の降誕祭（『オール讀物』1958年1月号、1958年7月に改稿）
- 洞の中の女（『週刊東京』1958年2月8日号 - 2月15日号）
- 柩の中の女（『週刊東京』1958年3月22日号 - 3月29日号）
- 火の十字架（『小説倶楽部』1958年4月号 - 6月号、1958年9月に改稿）
- 赤の中の女（『週刊東京』1958年5月3日号 - 5月10日号）
- 瞳の中の女（『週刊東京』1958年6月14日号 - 6月21日号）
- 薔薇の別荘（『時の窓』1958年6月号 - 9月号）
- 香水心中（『オール讀物』1958年11月号）
- 霧の山荘（『面白倶楽部』1958年11月号、原題『霧の別荘』を1961年1月に改稿）
- 雌蛭（『別冊週刊大衆』1960年9月号）
- 猟奇の始末書（『推理ストーリー』1962年8月号）
- 日時計の中の女（『別冊週刊漫画TIMES』1962年8月21日号）
- 猫館（『推理ストーリー』1963年8月号）
- 蝙蝠男（『推理ストーリー』1964年5月号）

### ジュヴナイル作品
- 大迷宮（『少年倶楽部』1951年1月号 - 12月号）
- 黄金の指紋（『譚海』1951年6月号 - 1952年8月号、原題『皇帝の燭台』）
- 金色の魔術師（『少年倶楽部』1952年1月号 - 12月号）
- 仮面城（『小学五年生』1952年4月号 - 1953年3月号）
- 燈台島の怪（『少年倶楽部』1952年8月夏の増刊号）
- 黄金の花びら（『少年倶楽部』1953年1月号 - 2月号）
- 迷宮の扉（『中学生の友』1958年1月号 - 12月号）

また、以下の作品は初出時には由利麟太郎や三津木俊助が登場する作品であったものを、「少年少女名探偵金田一耕助シリーズ」（朝日ソノラマ、全10巻）へ収録する際に山村正夫が金田一ものに改稿し、これがソノラマ文庫および角川文庫にも引き継がれた。
- 夜光怪人（『譚海』1949年5月号 - 1950年5月号）
- 蝋面博士（1954年12月、偕成社）

角川文庫に収録された金田一耕助が登場するジュヴナイル作品は、山村による改稿も含めて8作であった。その後、『黄金の花びら』が発見されて出版芸術社の『横溝正史探偵小説コレクション3 聖女の首』 ISBN 978-4-88293-260-4 に収録され、併せて9作とされている。
なお、以下の作品に金田一耕助は登場しないが、耕助が登場する『大迷宮』や『黄金の指紋』と明確に話がつながっており、悪役たちが続投しているほか、耕助自身が『怪獣男爵』で起きたことの説明をしている場面がある。
- 怪獣男爵（1948年11月、偕成社）

### 構想のみとなった作品
1979年（昭和54年）6月30日の『朝日新聞』夕刊に掲載されたエッセイ「金田一耕助との対話」において、今後の予定として以下の2つの“金田一耕助功名談”が挙げられていたが、横溝の死去により執筆されなかった。
- 女の墓を洗え（仮題）
- 千社札殺人事件（仮題）

### 文庫などへの収録
1984年までに角川文庫に収録された77作は42編に収録されているが、その多くは1990年代ごろに電子書籍でしか出版されなくなった。すなわち、42編のうちの21編に、新たに編集した『人面瘡』ISBN 978-4-04-130497-6 を加えた22編を「金田一耕助ファイル」と銘打ったものが紙媒体での出版が継続され、これには35作が含まれていた。なお、「金田一耕助ファイル」としての通し番号は、上下分冊になっている『悪霊島』『病院坂の首縊りの家』を上下で同一番号としているため20までである。「金田一耕助ファイル」設定以降にも1990年代の間に既存42編のうち他の6編が紙媒体で出版された形跡があるが、再度品切れ状態になったものが多い。2000 - 2010年代にも、別の既存版を改版して再刊行している。
その後、「金田一耕助ファイル」などで多くが削除された巻末解説と1980年前後の版に描かれて人気が高かった杉本一文の絵を伴った改版再刊行が進んでいる。まず2019年に『不死蝶』が改版再刊行された。さらに、2021年に「没後40年記念」と銘打って『夜の黒豹』をはじめとする計5冊、2022年には「生誕120年記念」と銘打ち『支那扇の女』をはじめとして、月に1 - 2冊のペースで行われている。
金田一耕助登場作品は春陽文庫にも多く収録されている。特に「金田一耕助ファイル」に含まれない作品については、42作のうち38作を収録している。代表的な長編の収録はわずかであるが、中短編は網羅に近い状況になっている。
なお、1954年 - 1956年および1975年の『金田一耕助探偵小説選』（東京文芸社）や1958年 - 1961年の『金田一耕助推理全集』（東京文芸社）も金田一耕助登場作品を網羅しようとしたと考えられる。しかし、刊行以後の作品はもちろん、刊行以前でも比較的新しい作品、初出媒体が金田一耕助登場作品として例外的な作品（『死仮面』『迷路の花嫁』『白と黒』など）、非金田一ものを改稿した作品の一部などが収録されておらず、77作を網羅しているのは角川文庫のみである。
2023年現在ジュヴナイルと怪獣男爵を含めた金田一耕助シリーズの全編は、角川文庫から展開されている「金田一耕助ファイル」22冊と同文庫からAmazonで展開されている金田一耕助シリーズ28冊（内3冊はエッセイ（21,26）と重複（28））および『金田一耕助の冒険』（旧文庫版1と2の内容を含む）、『怪獣男爵』、柏書房の横溝正史少年小説コレクション2（「黄金の花びら」（唯一電子版が存在しない））の50冊を以って全て入手することが可能となっている。

### 改稿前の原型作品
角川文庫収録の77作には改稿長編化された元の短編が含まれておらず、その収録を目的として刊行されたのが『金田一耕助の帰還』（出版芸術社1996年 ISBN 978-4-88293-117-1、光文社文庫2002年 ISBN 978-4-334-73262-2）および『金田一耕助の新冒険』（出版芸術社1996年 ISBN 978-4-88293-118-8、光文社文庫2002年 ISBN 978-4-334-73276-9）である。ただし、中絶作品や金田一耕助が登場しない原型作品、『不死蝶』『火の十字架』の原型作品、『迷路荘の怪人』を最終的に『迷路荘の惨劇』とする前の中間段階の作品は収録されていない。

### 金田一が登場しない原型作品
横溝正史は過去に発表した作品を改稿して新たな作品とすることが多くあった。金田一耕助登場作品の改稿長編化については上記の通りであるが、金田一耕助が登場しない作品を改稿したものも多い。ただし、状況設定やストーリー展開などをほぼそのまま踏襲したものから、トリックなどの重要な要素を踏襲するだけでストーリー展開は新たに作り直したものまで、原型作品からの踏襲の程度が様々であるため、どこまでを改稿と考えるか確定し難く、全てを漏れなく列挙することは困難である。なお、下記リストに挙げた収録書籍や改稿後作品の収録書籍には、改稿の経緯などが巻末で解説されているものが多い。
- 状況設定やストーリー展開などをほぼそのまま踏襲した作品
  - 双生児は踊る（角川文庫『ペルシャ猫を抱く女』 ISBN 4-04-130454-7、柏書房『横溝正史ミステリ短編コレクション3 刺青された男』 ISBN 978-4-7601-4906-3 に収録）『暗闇の中にひそむ猫』に改稿、のち『暗闇の中の猫』に改題。
  - 車井戸はなぜ軋る（出版芸術社『横溝正史探偵小説コレクション3 聖女の首』 ISBN 978-4-88293-260-4 に収録）同題で改稿。
  - 人面瘡（出版芸術社『横溝正史探偵小説コレクション3 聖女の首』 ISBN 978-4-88293-260-4 に収録）同題で改稿。登場人物や状況設定はほぼ原型作品のまま踏襲しているが、全体を信州から岡山県に移動している。
- ストーリー展開はおおむね踏襲しているが、年代設定などの状況を大きく変更している作品
  - 赤い水泳着（出版芸術社『横溝正史探偵小説コレクション1 赤い水泳着』 ISBN 978-4-88293-258-1 に収録）『赤の中の女』に改稿。
  - 悪霊（出版芸術社『横溝正史探偵小説コレクション3 聖女の首』 ISBN 978-4-88293-260-4 に収録）『首』に改稿。
  - 聖女の首（出版芸術社『横溝正史探偵小説コレクション3 聖女の首』 ISBN 978-4-88293-260-4 に収録）『七つの仮面』に改稿。
- 捕物帳作品のストーリー展開などを踏襲した作品
  - 銀の簪（春陽文庫『人形佐七捕物帳全集6 坊主斬り貞宗』 ISBN 4-394-10606-0、春陽堂書店『完本 人形佐七捕物帳 五』 ISBN 978-4-394-19014-1 に収録）発端となる状況設定および関連する重要なトリックを『扉の中の女』に踏襲、のち長編化して『扉の影の女』。
  - 浄玻璃の鏡（春陽文庫『人形佐七捕物帳全集8 三人色若衆』 ISBN 4-394-10608-7、春陽堂書店『完本 人形佐七捕物帳 六』 ISBN 978-4-394-19015-8 に収録）発端となる状況設定および関連する人物関係の設定を『渦の中の女』に踏襲、のち長編化して『白と黒』。
  - 当たり矢（春陽文庫『人形佐七捕物帳全集12 梅若水揚げ帳』 ISBN 4-394-10612-5、春陽堂書店『完本 人形佐七捕物帳 八』 ISBN 978-4-394-19017-2 に収録）メイントリックおよび関連するストーリー展開を『毒の矢』（短編版）に踏襲、のち同題で長編化。
  - 三本の矢（出版芸術社『横溝正史時代小説コレクション捕物篇1 幽霊山伏』 ISBN 978-4-88293-241-3、嶋中文庫『人形佐七捕物帳1 嘆きの遊女』ISBN 978-4-86156-344-7、春陽堂書店『完本 人形佐七捕物帳 一』 ISBN 978-4-394-19010-3 に収録）発端となる状況設定を『死神の矢』（短編版）に踏襲、のち同題で長編化。
  - お高祖頭巾の女（出版芸術社『横溝正史時代小説コレクション捕物篇2 江戸名所図絵』 ISBN 978-4-88293-242-0、春陽堂書店『完本 人形佐七捕物帳 六』 ISBN 978-4-394-19015-8 に収録）万引き娘（春陽文庫『人形佐七捕物帳全集4 好色いもり酒』 ISBN 4-394-10604-4、春陽堂書店『完本 人形佐七捕物帳 八』 ISBN 978-4-394-19016-5 に収録）（共に朝顔金太捕物帳『お高祖頭巾』が原型）メイントリックおよび関連する状況設定を『黒蘭姫』に踏襲。
  - 山吹薬師（出版芸術社『横溝正史時代小説コレクション捕物篇2 江戸名所図絵』 ISBN 978-4-88293-242-0、春陽堂書店『完本 人形佐七捕物帳 七』 ISBN 978-4-394-19016-5 に収録）メイントリックを含む複数のトリックおよび関連するストーリー展開を『魔女の暦』（短編版）に踏襲、のち同題で長編化。
  - 呪いの畳針（春陽文庫『人形佐七捕物帳全集4好色いもり酒』 ISBN 4-394-10604-4、春陽堂書店『完本 人形佐七捕物帳 九』 ISBN 978-4-394-19018-9 に収録）重要なトリック（殺害方法）を『女怪』に踏襲。
- 事件の背景設定が踏襲されている作品
  - 神の矢（柏書房『由利・三津木探偵小説集成4 蝶々殺人事件』 ISBN 978-4-7601-5054-0 に収録）状況設定が『毒の矢』に踏襲されている。『毒の矢』のメイントリックおよび関連するストーリー展開は上述の捕物帳『当たり矢』を踏襲しているが、未完作品である『神の矢』の既公表部分にその原型にあたる内容は無い。また、『毒の矢』に踏襲されている状況設定は『当たり矢』を経由したものではない。
  - ペルシャ猫を抱く女（角川文庫『ペルシャ猫を抱く女』 ISBN 4-04-130454-7、柏書房『横溝正史ミステリ短編コレクション3 刺青された男』 ISBN 978-4-7601-4906-3 に収録）『支那扇の女』に事件の背景設定および関連する重要なトリックを踏襲、のちに長編化。なお、著者の意向により『獄門島』との人名の重複を解消した最終稿『肖像画』が存在し、出版芸術社『横溝正史探偵小説コレクション3 聖女の首』 ISBN 978-4-88293-260-4 に収録されている。
  - 双生児は囁く（カドカワノベルズ『双生児は囁く』 ISBN 978-4-04-788140-2（文庫化して ISBN 978-4-04-355502-4）に収録）発端となった事件と関わった登場人物および関連する重要なトリックを『ハートのクイン』に踏襲、のちに改稿長編化して『スペードの女王』。
- トリックを踏襲し、ストーリーは新たに作り直した作品
  - 薔薇と鬱金香（柏書房『由利・三津木探偵小説集成2 夜光虫』 ISBN 978-4-7601-5052-6 に収録）重要なトリックを『蝋美人』に踏襲。
  - 猿と死美人（柏書房『由利・三津木探偵小説集成3 仮面劇場』 ISBN 978-4-7601-5053-3 に収録）メイントリックを『檻の中の女』に踏襲。

ほかに、文庫化に際して由利麟太郎や三津木俊助を金田一耕助に書き替えたジュヴナイル作品がある。また、映像化作品で原作に登場しない金田一耕助を登場させた事例（古谷一行主演および小野寺昭主演のテレビドラマ）がある。

## 殺人防御率
本の雑誌編集部編『活字探偵団』（角川文庫）によれば、金田一耕助は事件に乗り出してから次の犠牲者が出るのを防ぐ「防御率」の一番低い探偵ということになっている。ただし、ここでの「防御率」の定義は、野球やクリケットなどでの防御率 (Earned Run Average) あるいはサッカーやホッケーなどでの防御率 (Goals Against Average) と同様に「防御率の数値が小さいほど良い=防御できている」というものであるため、「高低」に関する表現が混乱することがあるので注意が必要である。『活字探偵団』では「防御率の数値が大きい」すなわち「防御率が悪い」ことを「防御率が低い」と表現しているが、一般には単純に「数値が小さい」ことを「低い」と表現する場合もあるため、混乱の元になる。
『活字探偵団』での「防御率」の算出方法は、「主要10作品を選定し、探偵が事件に関与してから、解決するまでに起きた殺人件数を作品で割る」というものである。金田一の場合、『八つ墓村』『三つ首塔』『悪魔が来りて笛を吹く』などの大量殺人が含まれているために、防御率が悪くなっている。対象を全77作品で算出した結果は1.5であり、一概に防御率が悪いとは言えない。
また、上述したように「最後まで手の内を見せない」のが金田一の探偵方法であることや、トリックなどの解明後に犯人の自殺を誘導したり見逃したりするケースがあることも、金田一の防御率を悪くしている。
映画『金田一耕助の冒険』には、「もうあと4、5人は死にそう」「どこまで殺人が行われるか見守りたい」など、防御率の悪さに対する一つの解答とも皮肉とも取れるセリフがある。
- エラリー・クイーン：0.7
- モース警部：0.7
- ファイロ・ヴァンス：1.2
- 神津恭介：2.0
- 十津川警部：3.3
- 金田一耕助：4.2

## 演じた俳優
金田一耕助は何度も映画やテレビドラマの題材として使用され、以下に示すように幅広く多数の俳優が演じている。
初めて金田一を演じた片岡千恵蔵は「片岡千恵蔵の金田一耕助シリーズ」で説明されている事情により原作とは全く異なるスーツ姿で、1950年代の間はこのイメージが他の俳優にも引き継がれ、1961年の高倉健も軽装ではあるが洋装であった。その後、1975年まで14年間映画化が無かった（テレビドラマも1962年から1969年まで7年間無かった）ことにより片岡千恵蔵の扮装を意識しない演出が容易となり、1976年に石坂浩二が初めて原作に忠実な和装スタイルで金田一を演じることになった。
和装スタイルの金田一は1977年からのテレビドラマにおける古谷一行にも引き継がれ、以後おおむね定着している。ただし、マント（原作では二重回し）の着用やトランクを持ち歩くことなど、原作と異なる石坂浩二の扮装が以後に引き継がれていることが多い部分もある。

### 映画版
1. 片岡千恵蔵
三本指の男（本陣殺人事件） 1947年 東横映画
獄門島 1949年 東映京都
獄門島 解明篇 1949年 東映京都
八ツ墓村 1951年 東映京都
悪魔が来りて笛を吹く 1954年 東映京都
犬神家の謎 悪魔は踊る（犬神家の一族） 1954年 東映京都
三つ首塔 1956年 東映京都
2. 岡譲司
毒蛇島綺談 女王蜂 1952年 田中重雄監督 大映
片岡と同様、背広の二枚目スタイルである。
3. 河津清三郎
幽霊男 1954年 小田基義監督 東宝
4. 池部良
吸血蛾 1956年 中川信夫監督 東宝
池部までの金田一は背広姿である。原作との共通点は愛煙家であることぐらいしかない。
5. 高倉健
悪魔の手毬唄 1961年 渡辺邦男監督 ニュー東映
高倉の金田一は「警視庁嘱託」という設定。短髪にジャケット、サングラスというラフな姿で、年代物のオープンカーに乗って現れる。
6. 中尾彬
本陣殺人事件 1975年 高林陽一監督 映像京都+ATG、大映京都撮影所、たかばやしよういちプロ
中尾の金田一は愛煙家で、ジーパンのヒッピー風スタイルで登場する。
7. 石坂浩二
犬神家の一族 1976年 角川春樹事務所（東宝配給）
悪魔の手毬唄 1977年 東宝
獄門島 1978年 東宝
女王蜂 1978年 東宝
病院坂の首縊りの家 1979年 東宝
犬神家の一族 2006年 東宝
8. 渥美清
八つ墓村 1977年 野村芳太郎監督 松竹
麦わら帽子にくたびれたジャケット、腰に手ぬぐいという姿。
9. 西田敏行
悪魔が来りて笛を吹く 1979年 斉藤光正監督 東映・角川春樹事務所
ボサボサの髪にお釜帽、くたびれた着物に襟巻きという姿。鞄などを持たずいつも手ぶらで移動する。
10. 古谷一行
金田一耕助の冒険 1979年 大林宣彦監督 角川春樹事務所、三船プロ
テレビドラマ「横溝正史シリーズ」で好評を博した古谷を起用、短編集『金田一耕助の冒険』のうち未解決に終わっている「瞳の中の女」の真相解明のために奔走するパロディ作品。
11. 三船敏郎
金田一耕助の冒険 1979年 大林宣彦監督 角川春樹事務所、三船プロ
「初代金田一」との設定で劇中の映画に登場。三船の起用は、三船プロが制作協力していたことから。
12. 鹿賀丈史
悪霊島 1981年 篠田正浩監督 東映・角川春樹事務所
13. 豊川悦司
八つ墓村 1996年 市川崑監督 東宝・フジテレビ

### テレビドラマ版
1. 岡譲司
月曜日の秘密（1957年2月18日 - 4月29日、日本テレビ）
  1. 犯人と毒薬（オリジナル）
  2. 無言の証人（オリジナル）
  3. 花と注射器（オリジナル）
  4. 霧の中の女
  5. ある夫婦（オリジナル）
  6. 釣堀に現れた女（オリジナル）
  7. 泥の中の顔
  8. 深夜の客（オリジナル）
  9. アパートの3階の窓（オリジナル）
  10. 棄てられたダイヤ（オリジナル）
  11. カバンの中の女

（金田一耕助の冒険#映像化作品も参照）
2. 船山裕二
ミステリーベスト21・白と黒（1962年11月23日、NETテレビ）
3. 金内吉男
怪奇ロマン劇場・八つ墓村（1969年10月4日、NETテレビ）
4. 古谷一行
横溝正史シリーズI（1977年4月2日 - 10月1日、毎日放送）
横溝正史シリーズII（1978年4月8日 - 10月28日、毎日放送）
名探偵・金田一耕助シリーズ（1983年 - 2005年、TBS）

テレビドラマで原作に準じた金田一の姿をブラウン管に確定させたのはこのシリーズである。古谷一行の当たり役となり、毎日放送から同じネットのTBSに制作が移って長期人気シリーズとなった。
5. 愛川欽也
土曜ワイド劇場・横溝正史の吸血蛾（1977年10月15日、テレビ朝日）
愛川の金田一は背広姿。
6. 小野寺昭
土曜ワイド劇場・横溝正史の真珠郎（1983年10月8日、テレビ朝日）
土曜ワイド劇場・名探偵金田一耕助・仮面舞踏会（1986年10月4日、テレビ朝日）
土曜ワイド劇場・名探偵金田一耕助・三つ首塔（1988年7月2日、テレビ朝日）
土曜ワイド劇場・名探偵金田一耕助・夜歩く女（1990年9月1日、テレビ朝日）
小野寺の金田一は着物に袴と原作を踏襲している。
7. 中井貴一
横溝正史傑作サスペンス「犬神家の一族」（1990年3月27日、テレビ朝日）
女性の助手を連れ、蝶ネクタイに丸眼鏡、ハンチングをかぶっている。眼鏡をかけた金田一は中井が初めてである。
8. 片岡鶴太郎
片岡鶴太郎の金田一耕助シリーズ（1990年 - 1998年、フジテレビ）

片岡の金田一は熱血漢風で、アクションも加味されている。
9. 役所広司
横溝正史傑作サスペンス・女王蜂（1990年10月2日、テレビ朝日）
10. 上川隆也
女と愛とミステリー 金田一耕助ファイル・迷路荘の惨劇（2002年10月2日、テレビ東京・BSジャパン）
女と愛とミステリー 金田一耕助ファイル・獄門島（2003年10月26日、テレビ東京・BSジャパン）
11. 稲垣吾郎
フジテレビスペシャルドラマ 2004年 - 2009年
12. 長谷川博己
スーパープレミアム「獄門島」（2016年11月19日、NHK BSプレミアム）
13. 池松壮亮
シリーズ横溝正史短編集 金田一耕助登場！「黒蘭姫」「殺人鬼」「百日紅の下にて」（2016年、NHK BSプレミアム）
シリーズ横溝正史短編集II 金田一耕助踊る！「貸しボート十三号」「華やかな野獣」「犬神家の一族」（2020年、NHK BSプレミアム）
シリーズ横溝正史短編集III 池松壮亮×金田一耕助3「女の決闘」「蝙蝠と蛞蝓」「女怪」（2022年、NHK BSプレミアム）
シリーズ横溝正史短編集IV 池松壮亮×金田一耕助4「悪魔の降誕祭」「鏡の中の女」「湖泥」（2025年、NHK BS8K、NHK BS4K、NHK BSプレミアム）
14. 吉岡秀隆
スーパープレミアム「悪魔が来りて笛を吹く」（2018年7月28日、NHK BSプレミアム）
スーパープレミアム「八つ墓村」（2019年10月12日、NHK BSプレミアム）
スーパープレミアム「犬神家の一族」（2023年4月22日・4月29日、NHK BSプレミアム）
15. 加藤シゲアキ（NEWS）
スペシャルドラマ「犬神家の一族」（2018年12月24日、フジテレビ）
土曜プレミアムスペシャルドラマ「悪魔の手毬唄〜金田一耕助、ふたたび〜」（2019年12月21日、フジテレビ）

### 番外篇ドラマ
1. 長瀬智也
明智小五郎VS金田一耕助 2005年
2. 山下智久
金田一耕助VS明智小五郎 2013年
金田一耕助VS明智小五郎ふたたび 2014年

### 舞台版
1. 並木瓶太郎
獄門島 1948年
2. 古谷一行
『悪魔の手毬唄』より〜探偵 金田一耕助の恋 1988年
犬神家の一族 1993年・1994年
女王蜂 1996年
3. 盛本健作
獄門島 1993年
4. 田村亮
『悪魔の手毬唄』より〜探偵 金田一耕助の恋 1995年
5. 野口聖員
贋作・犬神家の一族 2001年・2002年
6. 青木奈々
百日紅の下にて 2002年
7. 太平
殺人鬼 2003年
白と黒 2004年
三つ首塔 2005年
ひとり八つ墓村 2007年
悪霊/島（『悪霊島』より） 2012年
8. 林正樹
百日紅の下にて 2003年
廃園の鬼（朗読劇） 2019年
本陣殺人事件（朗読劇）2022年
扉の影の女（朗読劇）2023年
不死蝶（朗読劇）2023年
9. 浦田克昭
幻夏の見返り死人（『薔薇の別荘』より） 2006年
10. 関智一
八つ墓村 2008年
悪魔が来りて笛を吹く 2010年
獄門島 2012年
犬神家の一族 2017年
悪魔の手毬唄 2024年
11. 喜多村緑郎
犬神家の一族 2018年
八つ墓村 2020年

### ラジオドラマ版
1. 高塔正康
獄門岩（原作『首』） 1957年
悪魔のクリスマス（原作『悪魔の降誕祭』） 1957年
花園の黒蝶（原作『花園の悪魔』） 1958年
廃屋の鬼（原作『廃園の鬼』） 1958年
カルメンの死 （由利麟太郎主役のものを変更） 1958年
黒百合姫（原作『黒蘭姫』） 1958年
黒猫亭事件 1958年
壺を持つ女（原作『柩の中の女』） 1958年
扉の中の女（原作『扉の影の女』） 1958年
いずれもニッポン放送の「金田一耕助探偵物語」として放送されたもの。
2. 北村和夫
支那扇の女 1964年 NHK第1 おたのしみ劇場
3. 宍戸錠
悪魔が来りて笛を吹く 1975年 NHK連続ラジオ小説
4. 佐藤英夫
鴉 1975年 NHK文芸劇場
5. 緒形拳
悪魔の手毬唄 1976年 NHK連続ラジオ小説
6. 鈴置洋孝
八つ墓村 1997年 TBSラジオ・角川ドラマルネッサンス

### カセット文庫版
1. 神谷明
金田一耕助の冒険・悪魔の降誕祭 1988年 角川カセットブック
金田一耕助の冒険2・怪獣男爵（原作に金田一は出ていない） 1989年 角川カセットブック

### TVCM
1. 木村拓哉 （OCN、1998年）
2. 田辺誠一 （野村證券、2000年）
3. 石坂浩二 （全日本空輸、2006年）
4. 古谷一行 （カップヌードル、2016年）

### バラエティ
1. 石坂浩二
絶対に笑ってはいけない名探偵24時 2015年
2. 志村けん
8時だョ!全員集合 前半コント
3. 伊丹幸雄
『オレたちひょうきん族』のコント「タケちゃんマン」にて、金田一耕助特有の出で立ち（コスチューム）で「金田一[注 66]」と名乗る探偵を演じた。

### MV
1. 峯田和伸
安藤裕子「骨」（2016年）[30]

### 金田一耕助の助手
横溝の小説を原作とし、金田一耕助を主人公とする映画を初めとしたメディア作品には、金田一を助ける女性助手が登場するものがある。これは原作にはないオリジナルなものである。以下にこれを演じた女優を挙げる。
白木静子
東横映画・東映京都・ニュー東映の作品に登場する。元々は『本陣殺人事件』（『三本指の男』の原作）の登場人物に金田一の助手として活動する設定を追加したもので、その後の作品では原作に登場しないオリジナルの登場人物となった。
- 原節子（三本指の男）
- 喜多川千鶴（獄門島、犬神家の謎 悪魔は踊る）
- 相馬千恵子（八ツ墓村）
- 千原しのぶ（悪魔が来りて笛を吹く）
- 高千穂ひづる（三つ首塔）
- 北原しげみ（悪魔の手毬唄）

かね
1977年の「横溝正史シリーズ」にレギュラーで登場する、金田一耕助探偵事務所唯一の所員。いかにもおばちゃん然としたコメディリリーフ役である。「シリーズII」には登場しない。
- 野村昭子

池田明子
長坂秀佳脚本によるテレビドラマ2作品で、金田一耕助探偵事務所の助手として登場する。
- 松本伊代（犬神家の一族 1990年）
- 伊藤かずえ（女王蜂 1990年）

## 漫画化作品
金田一の登場する原作の漫画化は、少年誌から始まった。
- 影丸穣也『八つ墓村』 1968年
『週刊少年マガジン』誌で連載された。影丸の描く金田一はほぼ原作に忠実な姿だが、容姿は野性味の強いものとなっている。内容も少年誌らしく妾云々の設定は省かれている。影丸は1979年にも『悪魔が来りて笛を吹く』を漫画化している。
- つのだじろう『悪魔の手毬唄』・『犬神家の一族』 1976年
富士見書房から書き下ろしで3冊刊行された。内容はほぼオリジナルでオカルト色が強く、金田一はロイド眼鏡にちょび髭を生やした背広姿の中年男性になっている。

横溝正史ブームの中、少女誌でも原作の漫画化が行われた。
- ささやななえ『獄門島』・『百日紅の下にて』 1978年
『別冊少女コミック』誌で連載された。原作通りの和装だが、スマートで美男子な金田一となっている。
- 岩川ひろみ『女王蜂』 1977年
『週刊マーガレット』誌で連載。文庫化もされた。和装でフケも飛ばすが若く美男の金田一である。構成は原作に非常に忠実。

平成になって、女性作家による漫画化が相次いで行われている。たまいまきこの『女王蜂』『悪霊島』、JETの『本陣殺人事件』『犬神家の一族』『八つ墓村』『獄門島』『悪霊島』『悪魔の手毬唄』『悪魔が来りて笛を吹く』『悪魔の寵児』『睡れる花嫁』（いずれもあすかコミックス刊）などが刊行されている。
秋田書店『サスペリアミステリー』誌が、2002年の創刊より2006年頃まで、毎月のように横溝作品を漫画化していた。この中では長尾文子による漫画化作品がもっとも作品数が多い（『睡れる花嫁』『迷路荘の怪人（『迷路荘の惨劇』原形作品）』『不死蝶』『犬神家の一族』『本陣殺人事件』『獄門島』『悪魔の手毬唄』『八つ墓村』『鴉』）。
『サスペリアミステリー』では、ほかにも秋乃茉莉、池田恵、児嶋都、高橋葉介、永久保貴一などが金田一作品を漫画化している。
ほかに金田一作品を漫画化した漫画家として、いけうち誠一、岩川ひろみ、小山田いく、掛布しげを、直野祥子、前田俊夫などがいる。

## イベント
1000人の金田一耕助
戦時疎開から戦後にかけて横溝正史が住み、『本陣殺人事件』の舞台とされる岡山県倉敷市真備町では、倉敷市が主となって2009年から始めた「巡・金田一耕助の小径」事業の一環として、ファンが金田一など横溝作品の登場人物の仮装をするコスプレ・イベント「1000人の金田一耕助」が、2009年より毎年開かれている（2019年11月で11回目）。『本陣殺人事件』で金田一が初登場の際に降り立った「清―駅」のモデルとなった清音駅を起点として、『本陣殺人事件』の舞台（旧川辺村、旧岡田村）や横溝正史疎開宅、「横溝正史コーナー」と金田一耕助像が設置されている倉敷市真備ふるさと歴史館など横溝ゆかりの地を練り歩くイベントで、2020年・2021年は新型コロナウイルスの影響で中止されたが、2022年に3年ぶりに開催された。
金田一耕助春の誕生会
名探偵・金田一耕助が初めて登場する『本陣殺人事件』が執筆された場所である横溝正史疎開宅では、2015年から春に誕生会が開かれている。金田一は横溝が真備町に疎開していた1946年4月24日の日記に名前が初めて登場したため、疎開宅では金田一の誕生日として、毎年記念イベントが行われている。会場には模擬店が並び、各種演奏が披露されている。

## パスティーシュ
多くの作家がパスティーシュの手法を用いて金田一耕助を登場させている。
- 都筑道夫『金田一もどき』
- 斎藤栄『犬猫先生と金田一探偵』
- 山田正紀『僧正の積木唄』
- 井沢元彦『GEN 源氏物語秘録』
- 芦辺拓『《ホテル・ミカド》の殺人』『明智小五郎対金田一耕助』『金田一耕助対明智小五郎』『明智小五郎対金田一耕助ふたたび』など

また、昭和50年代の横溝ブームを引き起こした角川書店より、贋作集が2冊刊行されている。
- 『金田一耕助の新たな挑戦』
- 『金田一耕助に捧ぐ九つの狂想曲』

他に、横溝作品の「本歌取り」とされる作品がある。
- 岩崎正吾『探偵の夏あるいは悪魔の子守唄』（旧題『横溝正史殺人事件あるいは悪魔の子守唄』）
舞台の八鹿村（「八馬鹿村」とも呼ばれる）に伝わる子守唄に見立てられて竹のお大尽、梅のお大尽（小梅佐兵衛）、獄門寺の和尚らが殺され、これを雇われ探偵のキンダイチが捜査する。「八馬鹿村子守唄」考を投稿した矢鱈放言、キンダイチが鬼首峠でおりんと名乗る老婆に出会い、佐兵衛にその話をすると30年前に死んだはずだと騒ぎ出すなど、『悪魔の手毬唄』を中心に横溝作品を意識した趣向が散りばめられている。

1990年代以降、漫画作品には「金田一耕助の子孫」の活躍を謳った作品が発表されている。
- 『金田一少年の事件簿』（原作：天樹征丸・金成陽三郎、作画：さとうふみや、週刊少年マガジン）
- 『金田一37歳の事件簿』（原作：天樹征丸、作画：さとうふみや、イブニング）
この作品の主人公・金田一一は金田一耕助の孫という設定であり、『週刊少年マガジン』編集部は連載開始前に横溝正史の妻・孝子に事前許諾を得ていた[38]。その後、著作権の継承者が複数いることが分かり、改めて覚書を交わしている[38]。この作品のヒットによって若年層が金田一耕助を知るきっかけとなった[38]。同作品内に登場する金田一一のいとこである金田一二三（ふみ）も、家系図上は金田一耕助の孫ということになっているが、明言はされていない。なお、金田一一の母親が耕助の娘であり、一から見て耕助は母方の祖父である。二三の父親は金田一丙助という。

舞台作品には、金田一耕助を連想させる老人が登場する作品がある。
- ミステリー専門劇団回路R『美女と殺人鬼～DEEP RED INFERNO～』
2012年上演の舞台作品。名前を名乗ることはないが、金田一耕助を連想させる老人（演じたのは林正樹）が、「女の墓に千社札を貼れ」というダイイングメッセージをもとに猟奇殺人事件の謎を解く。